# Karl Philberth
Karl Friedrich Philberth (* 5. November 1929 in Neustadt bei Coburg) ist ein deutscher Theologe, Physiker und Sachbuchautor.

## Leben und Wirken
Philberth wurde als Sohn von Josef Philberth und seiner Frau Klara (geb. Wolf) geboren. Er studierte an der Universität München, wo er 1956 als Diplomgeograf abschloss. 1961 wurde er an der Universität Paris promoviert.
Er war der jüngere Bruder von Bernhard Philberth, mit dem er auch wissenschaftlich eng zusammenarbeitete und mit dem er unter anderen das Buch Das All – Physik des Kosmos verfasste. Gemeinsam mit seinem Bruder hielt er über 100 Patente an technischen Erfindungen, unter anderen für eine spezielle Bauform eines Transformators (1982, gemeinsam mit Bernhard Philberth), und er entwickelte eine Sonde zur Erkundung von Eisschilden, der er selbst die Bezeichnung Philbert-Sonde (Philberth Probe) gab. Das Cold Regions Research and Engineering Laboratory (CRREL) bezeichnete diesen Bohrer als bedeutende Entwicklung bei der Erforschung von thermischen Energiehaushalten in polaren Eisschilden. Zwei Bohrungen mit Philbert-Sonden, die 60 m und 259 m Tiefe erreichten, wurden 1965 und 1966 vom CRREL bei Camp Century in Grönland niedergebracht. Während der zweiten Internationalen Glaziologischen Grönlandexpedition (EGIG) (1967/68) erreichten Bohrungen mit Philberth-Sonden auf der Station Jarl-Joset 230 m und 1000 m Tiefe und führten zu neuen technischen und wissenschaftlichen Erkenntnissen.
Im Zug der Ölkrise empfahl Philberth als einfachsten Lösung der Energiekrise die Energieeinsparung. Allein durch Absenkung der Raumtemperatur und den Ersatz „privater Straßenkreuzer“ zugunsten des ÖPNV sei 50 Prozent weniger Verbrauch möglich. Auch warnte er schon 1976 vor „einer Art Treibhauseffekt“ durch den CO2-Ausstoß mit möglicherweise sogar „instabilen Rückkopplungs-Vorgängen“, mehr als 30 Jahre bevor der Begriff Kipppunkt erstmals in der Debatte zum Klimawandel erstmals auftaucht. Die beiden Brüder gehörten mit ihren Vorschlägen zur Mineralölbesteuerung zu den Vorreitern der Umweltgesetzgebung in Deutschland. Philbert sprach sich außerdem für die friedliche Nutzung von Atomenergie aus, wobei er durchaus die die Gefahren sah, die er unter den Stichworten „Krieg, Sabotage, Abfall“ zusammen fasste. 1976 griff er die 1956 von seinem Bruder vertretene Ansicht auf, Atommüll über dem Festeis auf der Antarktis oder Grönlands „wie Bomben“ abwerfen. Schon beim Aufprall würden sie 10 bis 20 Meter einsinken und weiter durch die Abwärme beim radioaktiven Zerfall tiefer sinken. Gleichzeitig würde das Schmelzwasser wieder gefrieren und sie seien „für mindestens 20.000 Jahre sicher gelagert“. Diesen Vorschlag ergänzte er darum, dass der Atommüll einfach vom Boden wieder aufgesammelt werden könnte, falls das Eis abschmilzt.
In seinen Büchern behandelt er das Verhältnis zwischen Physik und christlichem Glauben. Am 3. Juli 1972 wurde er zusammen mit seinem Bruder Bernhard durch Bischof Rudolf Graber in Regensburg zum katholischen Priester geweiht. 1986 erfolgte die Gründung der PH-Stiftung gemeinsam mit seinem Bruder Bernhard, um College-Studenten auf den Philippinen zu fördern. 1990 war er Gastprofessor für philosophische Gegenwartsfragen an der philosophisch-theologischen Hochschule Heiligenkreuz in Österreich.
Noch bis 2024 schrieb er Leserbriefe in der Zeitschrift Medizin & Ideologie der Europäischen Ärzteaktion. Diese hat sich laut Oliver Schlaudt aus „Technologieskepsis vor allem dem Kampf gegen Verhütung und Abtreibung verschrieben“.

## Schriften
- Das All – Physik des Kosmos. 2. Auflage. Christiana, Stein am Rhein, 1994, ISBN 3-7171-0821-2. (mit Bernhard Philberth)